# Huawei Ascend P6
Huawei Ascend P6（ファーウェイ アセンド ピーシックス）とは、中国の華為技術によって開発された、第3世代移動通信システムのAndroidスマートフォンである。

## 概要
Ascend P6は、2013年6月18日にイギリスのロンドンで発表された。
厚さが6.18ミリメートルであり、先代モデルのAscend P1 Sの6.68ミリメートルから約0.5ミリ薄型化されている。この端末がリリースされた時点で、「世界最薄」と謳われた。
左側面には、電源キー、ボリュームキー、MicroSIMカードスロット、MicroSDスロットを搭載。SIMカードスロットとMicroSDスロットはトレイ式となっているため、開くには専用のピンを必要とする。専用のピンは左下側面のイヤホン端子に格納されており、これをそのまま使用できる。ユーザーインターフェースは、Emotion UIを搭載。
なお当初は3G版のみの販売だが、2014年1月には、HiSiliconチップセットの1.6GHzにスペックアップし、LTEに対応した改良モデルであるHuawei Ascend P6 Sをリリースした。日本では、Huawei Ascend P6 SをソフトバンクモバイルのY!mobileブランド向けにローカライズされた302HWがある。